# Meisterschaft von Zürich 1968
Il Meisterschaft von Zürich 1968, cinquantacinquesima edizione della corsa, si svolse il 5 maggio 1968 su un percorso di 249 km. Venne vinto dall'italiano Franco Bitossi, che terminò in 6h27'40".

## Ordine d'arrivo (Top 10)
| Pos. | Corridore             | Squadra      | Tempo    |
| ---- | --------------------- | ------------ | -------- |
| 1    | Franco Bitossi        | Filotex      | 6h27'40" |
| 2    | Valère Van Sweevelt   | Smith's      | a 4"     |
| 3    | Marino Basso          | Molteni      | s.t.     |
| 4    | Daniel Van Rijckeghem | Mann-Grundig | s.t.     |
| 5    | Carmine Preziosi      | Frimatic     | s.t.     |
| 6    | Jan Harings           | Caballero    | s.t.     |
| 7    | Gianni Motta          | Molteni      | s.t.     |
| 8    | Remi Van Vreckom      | Pull Over    | s.t.     |
| 9    | Cees Zoontjens        | Caballero    | s.t.     |
| 10   | Peter Glemser         | Tigre        | s.t.     |